# Gesamtanlage Lauteschlägerstraße (Darmstadt)
Die Gesamtanlage Lauteschlägerstraße (Lauteschlägerstraße 12, 14, 16) ist eine Gesamtanlage in Darmstadt.

## Geschichte und Beschreibung
Die Gesamtanlage Lauteschlägerstraße wurde wahrscheinlich in der ersten Hälfte des 19. Jahrhunderts, innerhalb der „Pankratiusvorstadt“, erbaut. Die kleine Hausgruppe bestand ursprünglich aus einheitlich, durch Bauwich getrennten, zweigeschossigen Kleinbürgerhäusern.  Die schlichten traufständigen Baukörper stehen auf quadratischen Grundflächen und haben organisierte identische Grundrisse. Die langgestreckten, bis zum „Heumagazin“ reichenden Grundstücke, ermöglichten den Bau einer Vielzahl von Nebengebäuden.

## Denkmalschutz
Die Gesamtanlage Lauteschlägerstraße repräsentiert den Bautypus der einfachen biedermeierlichen Stadterweiterung. Die Gesamtanlage Lauteschlägerstraße steht aus architektonischen, baukünstlerischen und stadtgeschichtlichen Gründen unter Denkmalschutz.